# Hanna Kniaziewa
Hanna Wiktoriwna Kniaziewa-Minienko (ukr.: Ганна Вікторівна Князєва-Міненко; ros.: Анна Викторовна Князева-Миненко; hebr. חנה (אנה) ויקטוריבנה קנייזבה-מיננקו; ur. 25 września 1989 w Perejasławiu Chmielnickim) – ukraińska lekkoatletka specjalizująca się w trójskoku i skoku w dal, olimpijka. Od 12 maja 2013 reprezentuje Izrael.
Srebrna medalistka mistrzostw Europy juniorów z 2007 roku. Startowała na mistrzostwach świata juniorów w Bydgoszczy, na których zajęła 4. miejsce w trójskoku. Piąta zawodniczka konkursu trójskoku podczas młodzieżowych mistrzostw kontynentu w Ostrawie. Startowała na uniwersjadzie w Shenzhen, na której odpadła w eliminacjach skoku w dal oraz uplasowała się na czwartym miejscu w trójskoku. Bez awansu do finału zakończyła swój występ na halowych mistrzostwach świata z 2012. W tym samym roku startowała na igrzyskach olimpijskich w Londynie, na których zajęła 4. miejsce w trójskoku. Już jako reprezentantka Izraela, zajęła 6. miejsce na mistrzostwach świata w Moskwie (2013). Brązowa medalistka (w drużynie) igrzysk europejskich (2015) – indywidualnie triumfowała w trójskoku z wynikiem 14,41. Złota medalistka mistrzostw Ukrainy oraz Izraela. Sześciokrotna rekordzistka Izraela w trójskoku na stadionie (do poziomu 14,61 w 2015), wielokrotna rekordzistka Izraela w trójskoku w hali. W sierpniu 2015 roku w Pekinie podczas mistrzostw świata wywalczyła srebrny medal. Wicemistrzyni Europy z Amsterdamu (2016). W tym samym roku zajęła 5. miejsce podczas rozgrywanych w Rio de Janeiro igrzyskach olimpijskich oraz uplasowała się tuż poza strefą medalową podczas mistrzostw świata w Londynie (2017).

## Osiągnięcia
| Rok  | Impreza                                | Konkurencja    | Miejsce    | Lokata            | Wynik (m) | Reprezentacja |
| ---- | -------------------------------------- | -------------- | ---------- | ----------------- | --------- | ------------- |
| 2007 | Mistrzostwa Europy juniorów            | Hengelo        | skok w dal | el. – 14. miejsce | 5,88      | Ukraina       |
| 2007 | Mistrzostwa Europy juniorów            | Hengelo        | trójskok   | 2. miejsce        | 13,85     | Ukraina       |
| 2008 | Mistrzostwa świata juniorów            | Bydgoszcz      | trójskok   | 4. miejsce        | 13,61     | Ukraina       |
| 2011 | Młodzieżowe mistrzostwa Europy         | Ostrawa        | skok w dal | el. – 20. miejsce | 5,85      | Ukraina       |
| 2011 | Młodzieżowe mistrzostwa Europy         | Ostrawa        | trójskok   | 5. miejsce        | 13,61     | Ukraina       |
| 2011 | Uniwersjada                            | Shenzhen       | skok w dal | el. – 20. miejsce | 5,94      | Ukraina       |
| 2011 | Uniwersjada                            | Shenzhen       | trójskok   | 4. miejsce        | 14,15     | Ukraina       |
| 2012 | Halowe mistrzostwa świata              | Stambuł        | trójskok   | el. – 21. miejsce | 13,65     | Ukraina       |
| 2012 | Igrzyska olimpijskie                   | Londyn         | trójskok   | 4. miejsce        | 14,56     | Ukraina       |
| 2013 | Mistrzostwa świata                     | Moskwa         | trójskok   | 6. miejsce        | 14,33     | Izrael        |
| 2015 | Halowe mistrzostwa Europy              | Praga          | trójskok   | 3. miejsce        | 14,49     | Izrael        |
| 2015 | III liga drużynowych mistrzostw Europy | Baku           | trójskok   | 1. miejsce        | 14,41     | Izrael        |
| 2015 | Mistrzostwa świata                     | Pekin          | trójskok   | 2. miejsce        | 14,78     | Izrael        |
| 2016 | Mistrzostwa Europy                     | Amsterdam      | trójskok   | 2. miejsce        | 14,51w    | Izrael        |
| 2016 | Igrzyska olimpijskie                   | Rio de Janeiro | trójskok   | 5. miejsce        | 14,68     | Izrael        |
| 2017 | II liga drużynowych mistrzostw Europy  | Tel Awiw       | trójskok   | 1. miejsce        | 14,17     | Izrael        |
| 2017 | Mistrzostwa świata                     | Londyn         | trójskok   | 4. miejsce        | 14,42     | Izrael        |
| 2018 | Mistrzostwa Europy                     | Berlin         | trójskok   | 5. miejsce        | 14,37     | Izrael        |
| 2021 | Halowe mistrzostwa Europy              | Toruń          | trójskok   | el. – 10. miejsce | 13,73     | Izrael        |
| 2021 | Igrzyska olimpijskie                   | Tokio          | trójskok   | 6. miejsce        | 14,60     | Izrael        |
| 2022 | Halowe mistrzostwa świata              | Belgrad        | trójskok   | 14. miejsce       | 13,83     | Izrael        |
| 2022 | Mistrzostwa świata                     | Eugene         | trójskok   | el. – 15. miejsce | 14,11     | Izrael        |
| 2022 | Mistrzostwa Europy                     | Monachium      | trójskok   | 3. miejsce        | 14,45     | Izrael        |
| 2024 | Mistrzostwa Europy                     | Rzym           | trójskok   | el. –             | NM        | Izrael        |

## Rekordy życiowe
- Skok w dal – 6,52 (2014) rekord Izraela
- Skok w dal (hala) – 6,26 (2012)
- Trójskok – 14,78 (2015) rekord Izraela
- Trójskok (hala) – 14,49 (2015) rekord Izraela